# Brandholzita
La brandholzita és un mineral de la classe dels òxids que pertany al grup de la bottinoïta. Rep el nom de la seva localitat tipus.

## Característiques
La brandholzita és un òxid de fórmula química MgSb₂(OH)₁₂(H₂O)₆. Va ser aprovada com a espècie vàlida per l'Associació Mineralògica Internacional l'any 1998. Cristal·litza en el sistema trigonal. La seva duresa a l'escala de Mohs es troba entre 2 i 3.
Segons la classificació de Nickel-Strunz, la brandholzita pertany a «04.FH: Hidròxids (sense V o U), amb H2O +- (OH); octaedres aïllats» juntament amb la bottinoïta.

## Formació i jaciments
Va ser descoberta al districte de Brandholz - Goldkronach, a Fichtelgebirge (Baviera, Alemanya). També ha estat descrita en altres indrets d'Alemanya, Itàlia, Eslovàquia i Luxemburg.